# باشگاه والیبال اسپینیو
باشگاه والیبال اسپینیو (انگلیسی: S.C. Espinho) باشگاه والیبال مستقر در اسپینیو است. اسپینیو یکی از موفق‌ترین تیم‌های لیگ پرتغال محسوب می‌شود.

## دست‌آوردها
- قهرمانی لیگ والیبال پرتغال: ۱۸

۱۹۵۶/۵۷, ۱۹۵۸/۵۹, ۱۹۶۰/۶۱, ۱۹۶۲/۶۳, ۱۹۶۴/۶۵, ۱۹۸۴/۸۵, ۱۹۸۶/۸۷, ۱۹۹۴/۹۵, ۱۹۹۵/۹۶, ۱۹۹۶/۹۷, ۱۹۹۷/۹۸, ۱۹۹۸/۹۹, ۱۹۹۹/۰۰, ۲۰۰۵/۰۶, ۲۰۰۶/۰۷, ۲۰۰۸/۰۹, ۲۰۰۹/۱۰, ۲۰۱۱/۱۲
- قهرمانی جام حذفی والیبال پرتغال: ۱۱

۱۹۶۴/۶۵, ۱۹۸۰/۱۹۸۱, ۱۹۸۳/۸۴, ۱۹۸۴/۸۵, ۱۹۹۵/۹۶, ۱۹۹۶/۹۷, ۱۹۹۷/۹۸, ۱۹۹۸/۹۹, ۱۹۹۹/۰۰, ۲۰۰۰/۰۱, ۲۰۰۷/۰۸
- جام کنفدراسیون والیبال اروپا: ۱

۲۰۰۰/۰۱ (نایب قهرمان: ۲۰۰۱/۰۲)